# Athlétisme à l'Universiade d'été de 2005
Navigation
Daegu 2003 Bangkok 2007
Les épreuves d'athlétisme de l'Universiade d'été 2005 se sont déroulées à Izmir, en Turquie, du 15 au 20 août 2005.

## Résultats

### Hommes
| 100 m | Hu Kai 10 s 30                                                                       | Andrey Yepishin 10 s 43                                                          | Sandro Viana 10 s 49                                                                          |
| 200 m | Leigh Julius 20 s 56                                                                 | Shinji Takahira 20 s 93                                                          | Paul Hession 21 s 02                                                                          |
| 400 m | Marvin Essor 45 s 99                                                                 | DeWayne Barrett 46 s 14                                                          | Yuki Yamaguchi 46 s 15                                                                        |
| 800 m | Fabiano Peçanha 1 min 46 s 01                                                        | Selahattin Çobanoğlu 1 min 47 s 49                                               | Maksim Adamovich 1 min 47 s 50                                                                |
| 1 500 m | Ivan Heshko 3 min 49 s 49                                                            | Andrew Baddeley 3 min 50 s 90                                                    | Vincent Rono 3 min 51 s 48                                                                    |
| 5 000 m | Wilson Busienei 13 min 38 s 81                                                       | Reid Coolsaet 13 min 39 s 90                                                     | Simon Ndirangu 13 min 43 s 47                                                                 |
| 10 000 m | Wilson Busienei 28 min 27 s 57                                                       | Mohamed Fadil 28 min 31 s 86                                                     | Karim El Mabchour 28 min 43 s 15                                                              |
| Semi marathon | Wilson Busienei 1 h 3 min 47                                                         | Takayuki Tagami 1 h 3 min 48                                                     | Mohamed Fadil 1 h 3 min 52                                                                    |
| 3 000 m steeple | Halil Akkaş 8 min 30 s 16                                                            | Ion Luchianov 8 min 30 s 66                                                      | Ruben Ramolefi 8 min 31 s 53                                                                  |
| 110 m haies | Mateus Inocêncio 13 s 45                                                             | Jared MacLeod 13 s 67                                                            | Serhiy Demydyuk 13 s 69                                                                       |
| 400 m haies | Kenji Narisako 48 s 96                                                               | Takayuki Koike 49 s 75                                                           | Greg Little 49 s 77                                                                           |
| 20 km marche | Juan Manuel Molina 1 h 24 min 06                                                     | Kim Hyun-sub 1 h 24 min 42                                                       | Koichiro Morioka 1 h 25 min 18                                                                |
| 4 × 100 m | Italie Luca Verdecchia Alessandro Rocco Massimiliano Donati Stefano Anceschi 39 s 25 | Japon Kazuya Kitamura Masaya Aikawa Masaya Minami Shinji Takahira 39 s 29        | Royaume-Uni Gavin Eastman Tyrone Edgar Darren Chin Timothy Abeyie 39 s 41                     |
| 4 × 400 m | Pologne Rafał Wieruszewski Daniel Dąbrowski Piotr Kędzia Piotr Klimczak 3 min 2 s 57 | Japon Kazunori Ota Yoshihiro Horigome Yuki Yamaguchi Kenji Narisako 3 min 3 s 20 | Russie Dmitriy Petrov Aleksandr Borshchenko Konstantin Svechkar Vladislav Frolov 3 min 3 s 33 |
| Saut en hauteur | Aleksander Walerianczyk 2,30 m                                                       | Gennadiy Moroz 2,26 m                                                            | Martyn Bernard 2,23 m                                                                         |
| Saut à la perche | Björn Otto 5,80 m =CR                                                                | Konstantinos Filippidis 5,75 m                                                   | Aleksandr Korchmyd 5,70 m                                                                     |
| Saut en longueur | Volodymyr Zyuskov 8,06 m                                                             | Issam Nima 8,02 m                                                                | Stefano Dacastello 7,95 m                                                                     |
| Triple saut | Aleksandr Sergeyev 16,72 m                                                           | Steven Shalders 16,67 m                                                          | Nikolay Savolaynen 16,67 m                                                                    |
| Lancer du poids | Tomasz Majewski 20,60 m                                                              | Taavi Peetre 20,02 m                                                             | Anton Lyuboslavskiy 19,40 m                                                                   |
| Lancer du disque | Gerd Kanter 65,29 m                                                                  | Omar Ahmed El Ghazaly 62,28 m                                                    | Gábor Máté 61,91 m                                                                            |
| Lancer du marteau | Vadim Devyatovskiy 79,13 m                                                           | Eşref Apak 76,18 m                                                               | Valeriy Sviatokha 74,71 m                                                                     |
| Lancer du javelot | Ainārs Kovals 80,67 m                                                                | Tero Järvenpää 79,61 m                                                           | Stefan Müller (en) 78,56 m                                                                    |
| Décathlon | Aleksandr Parkhomenko 8051 pts                                                       | François Gourmet 7792 pts                                                        | Nadir El Fassi 7724pts                                                                        |
| Records et Performances - AR : Record continental (area record) - CR : Record des championnats (championship record) - MR : Record du meeting (meet record) - NR : Record national (national record) - OR : Record olympique (olympic record) - PR : Record paralympique (paralympic record) - PB : Record personnel (personal best) - SB : Meilleure performance personnelle de la saison (season's best) - WL : Meilleure performance mondiale de l'année (world leader) - WJR : Record du monde junior (world junior record) - WR : Record du monde (world record) Circonstances et Conditions - DNF : N'a pas terminé (did not finish) - DNS : N'a pas pris le départ (did not start) - DQ : Disqualification (disqualification) - NM : Aucun essai valable enregistré (No Mark) - Q : Qualifié « directement » au prochain tour (ou à la prochaine compétition), lors d'une compétition majeure, grâce au classement ou à la réalisation des minima (automatic qualifier) - q : Qualifié au prochain tour (ou à la prochaine compétition), lors d'une compétition majeure, grâce au repêchage ou à la réalisation de l'une des meilleures performances parmi celles des « non qualifiés directement » (grâce au meilleur temps ou à la meilleure distance par exemple) (secondary qualifier) |                                                                                      |                                                                                  |                                                                                               |

### Femmes
| 100 m | Olga Khalandyreva 11 s 43                                                                    | Ailis McSweeney 11 s 68                                                            | Nikolett Listár 11 s 71                                                                    |
| 200 m | Natalya Ivanova 23 s 28                                                                      | Yelena Yakovleva 23 s 45                                                           | Élodie Ouédraogo 23 s 62                                                                   |
| 400 m | Natalya Nazarova 51 s 31                                                                     | Fatou Bintou Fall 51 s 33                                                          | Tatyana Roslanova 52 s 46                                                                  |
| 800 m | Svetlana Klyuka 2 min 00 s 80                                                                | Binnaz Uslu 2 min 01 s 42                                                          | Marilyn Okoro 2 min 01 s 90                                                                |
| 1 500 m | Olesya Syreva 4 min 12 s 69                                                                  | Tatyana Holovchenko 4 min 12 s 73                                                  | Liu Qing 4 min 12 s 76                                                                     |
| 5 000 m | Kim Smith 15 min 29 s 18                                                                     | Tatyana Holovchenko 15 min 44 s 92                                                 | Jolene Byrne 15 min 56 s 01                                                                |
| 10 000 m | Eri Sato 34 min 12 s 06                                                                      | Zeng Guang 34 min 57 s 57                                                          | Mary Davies 35 min 58 s 20                                                                 |
| Semi marathon | Lee Eun-Jung 1 h 14 min 31                                                                   | Ryoko Kizaki 1 h 14 min 34                                                         | Jang Son-Ok 1 h 14 min 50                                                                  |
| 3 000 m steeple | Lívia Tóth 9 min 40 s 37 CR                                                                  | Victoria Mitchell 9 min 47 s 54                                                    | Türkan Erişmiş 9 min 50 s 32                                                               |
| 100 m haies | Mirjam Liimask 12 s 96                                                                       | Tatyana Pavliy 13 s 01                                                             | Derval O'Rourke 13 s 02                                                                    |
| 400 m haies | Marina Shiyan 55 s 14                                                                        | Benedetta Ceccarelli 55 s 22                                                       | Marta Chrust 55 s 49                                                                       |
| 20 km marche | Jiang Qiuyan 1 h 33 min 13 CR                                                                | Vera Santos 1 h 33 min 54                                                          | Tatyana Sibileva 1 h 34 min 16                                                             |
| 4 × 100 m | Russie Evgeniya Polyakova Olga Khalandyreva Elena Yakovleva Yuliya Chermoshanskaya 43 s 62   | France Natacha Vouaux Aurore Kassambara Celine Thelamon Adrianna Lamalle 43 s 73   | Irlande Derval O'Rourke Anna Boyle Ailis McSweeney Emily Maher 44 s 69                     |
| 4 × 400 m | Russie Anastasia Ovchinnikova Natalia Ivanova Yelena Migunova Natalya Nazarova 3 min 27 s 47 | Pologne Monika Bejnar Ewelina Setowska Marta Chrust Grażyna Prokopek 3 min 27 s 71 | Ukraine Antonina Yefremova Olga Zangorodnya Nataliya Pyhyda Liliya Pilyuhina 3 min 28 s 23 |
| Saut en hauteur | Anna Chicherova 1,90 m                                                                       | Iryna Kovalenko 1,88 m                                                             | Ariane Friedrich 1,88 m                                                                    |
| Saut à la perche | Julia Hütter 4,25 m                                                                          | Nadine Rohr 4,20 m                                                                 | Dimitra Emmanouil 4,20 m                                                                   |
| Saut en longueur | Lyudmila Kolchanova 6,79 m                                                                   | Naide Gomes 6,56 m                                                                 | Natalya Lebusova 6,51 m                                                                    |
| Triple saut | Wang Ying 14,12 m                                                                            | Olha Saladukha 13,96 m                                                             | Nadezhda Bazhenova 13,90 m                                                                 |
| Lancer du poids | Natalya Khoroneko 18,86 m                                                                    | Li Meiju 18,48 m                                                                   | Misleidis González 18,26 m                                                                 |
| Lancer du disque | Wioletta Potępa 62,10 m                                                                      | Song Aimin 61,74 m                                                                 | Dragana Tomaševic 59,92 m                                                                  |
| Lancer du marteau | Kamila Skolimowska 72,75 m                                                                   | Liu Yinghui 72,51 m                                                                | Ester Balassini 70,13 m                                                                    |
| Lancer du javelot | Barbora Špotáková 60,73 m                                                                    | Ma Ning 59,18 m                                                                    | Justine Robbeson 58,70 m                                                                   |
| Heptathlon | Lyudmila Blonska 6297 pts                                                                    | Simone Oberer 5996 pts                                                             | Jessica Ennis 5910 pts                                                                     |
| Records et Performances - AR : Record continental (area record) - CR : Record des championnats (championship record) - MR : Record du meeting (meet record) - NR : Record national (national record) - OR : Record olympique (olympic record) - PR : Record paralympique (paralympic record) - PB : Record personnel (personal best) - SB : Meilleure performance personnelle de la saison (season's best) - WL : Meilleure performance mondiale de l'année (world leader) - WJR : Record du monde junior (world junior record) - WR : Record du monde (world record) Circonstances et Conditions - DNF : N'a pas terminé (did not finish) - DNS : N'a pas pris le départ (did not start) - DQ : Disqualification (disqualification) - NM : Aucun essai valable enregistré (No Mark) - Q : Qualifié « directement » au prochain tour (ou à la prochaine compétition), lors d'une compétition majeure, grâce au classement ou à la réalisation des minima (automatic qualifier) - q : Qualifié au prochain tour (ou à la prochaine compétition), lors d'une compétition majeure, grâce au repêchage ou à la réalisation de l'une des meilleures performances parmi celles des « non qualifiés directement » (grâce au meilleur temps ou à la meilleure distance par exemple) (secondary qualifier) |                                                                                              |                                                                                    |                                                                                            |

## Tableau des médailles
| Rang | Nation         | Or | Argent | Bronze | Total |
| ---- | -------------- | -- | ------ | ------ | ----- |
| 1    | Russie         | 11 | 3      | 6      | 20    |
| 2    | Pologne        | 5  | 1      | 1      | 7     |
| 3    | Ukraine        | 4  | 4      | 4      | 12    |
| 4    | Chine          | 3  | 5      | 1      | 9     |
| 5    | Ouganda        | 3  | 0      | 0      | 3     |
| 6    | Japon          | 2  | 6      | 2      | 10    |
| 7    | Estonie        | 2  | 1      | 0      | 3     |
| 8    | Brésil         | 2  | 0      | 1      | 3     |
| 8    | Allemagne      | 2  | 0      | 1      | 3     |
| 10   | Turquie        | 1  | 3      | 1      | 5     |
| 11   | Italie         | 1  | 1      | 2      | 4     |
| 12   | Jamaïque       | 1  | 1      | 1      | 3     |
| 13   | Corée du Sud   | 1  | 1      | 0      | 2     |
| 14   | Hongrie        | 1  | 0      | 2      | 3     |
| 14   | Afrique du Sud | 1  | 0      | 2      | 3     |
| 16   | NZL            | 1  | 0      | 1      | 2     |
| 17   | CZE            | 1  | 0      | 0      | 1     |
| 17   | Lettonie       | 1  | 0      | 0      | 1     |
| 17   | Espagne        | 1  | 0      | 0      | 1     |
| 20   | GBR            | 0  | 2      | 4      | 6     |
| 21   | Suisse         | 0  | 2      | 1      | 3     |
| 22   | Canada         | 0  | 2      | 0      | 2     |
| 22   | Portugal       | 0  | 2      | 0      | 2     |
| 24   | Irlande        | 0  | 1      | 4      | 5     |
| 25   | Maroc          | 0  | 1      | 2      | 3     |
| 26   | Belgique       | 0  | 1      | 1      | 2     |
| 26   | France         | 0  | 1      | 1      | 2     |
| 26   | Grèce          | 0  | 1      | 1      | 2     |
| 29   | Algérie        | 0  | 1      | 0      | 1     |
| 29   | AUS            | 0  | 1      | 0      | 1     |
| 29   | Égypte         | 0  | 1      | 0      | 1     |
| 29   | Finlande       | 0  | 1      | 0      | 1     |
| 29   | Moldova        | 0  | 1      | 0      | 1     |
| 29   | Sénégal        | 0  | 1      | 0      | 1     |
| 35   | Kenya          | 0  | 0      | 2      | 2     |
| 36   | Cuba           | 0  | 0      | 1      | 1     |
| 36   | Kazakhstan     | 0  | 0      | 1      | 1     |
| 36   | Corée du Nord  | 0  | 0      | 1      | 1     |
| 36   | SCG            | 0  | 0      | 1      | 1     |